# Kompot (album)
Kompot – trzynasty album studyjny polskiego rapera Palucha, którego premiera odbyła się 1 kwietnia 2022 roku. Wydawnictwo ukazało się nakładem wytwórni muzycznej B.O.R. Records. Album zadebiutował na 2. miejscu polskiej listy przebojów – OLiS. W styczniu 2023 uzyskał certyfikat platynowej płyty za sprzedaż ponad 30 000 egzemplarzy.

## Lista utworów
Opracowano na podstawie materiału źródłowego.
1. „Kompot” (gośc. Major SPZ)
2. „SOR”
3. „Na chłodno”
4. „LiL (Litery i Liczby)”
5. „Ważne rzeczy” (gośc. Kaz Bałagane)
6. „Na jutro”
7. „Profesor”
8. „Niedopasowany” (gośc. Vito Bambino)
9. „Puch” (gośc. Avi)
10. „Pomylony balet (mefedron diss)” (gośc. DJ Taek)
11. „Każdy blok”
12. „Głębszy oddech”
13. „Buty z betonu”
14. „Ruchome schody” (gośc. DJ Kebs, Kubiszew)
15. „Zostawić coś po sobie 2k21” (gośc. DJ Taek)